# 이프리트
이프리트(Efreet)는 건담 시리즈에 등장하는 가공의 병기다.

## 배경 설명
MS-08TX 이프리트는 백병전용으로 개발된 MS-07 구프와 활동폭 및 기동성 강화를 목적으로 개발된 MS-09 돔의 중간을 잇는 시험 제작기로, 당초 계획과 달리 양산되지 못하고 단 8기만이 생산됐다. 이유는 좀 더 우주 전력에 치우친 군 수뇌부의 병기 개발 방침과 이프리트 자체가 맞춤형 모빌 슈트에 가까워 생산성이 낮다고 판단했기 때문이다. MS-08TX 이프리트 1기가 백병전 중인 전장에서 활약하였으며 파생형으로는 EXAM 시스템 실험기로 개조된 MS-08TX/EXAM 이프리트改, MS-08TX/N 스텔스 성능을 추가한 이프리트 나하트가 확인되었고, 마르코시아스대의 더그 슈나이더가 운용한 MS-08TX/DS 이프리트 슈나이더기를 지온 잔당이 17년 가까이 개수의 개수를 더해가며 사용한 MS-08TX/S 이프리트 슈나이더 등이 있다.

## 변형 기체
- MS-08TX 이프리트 : 단 8 기 생산된 구프와 돔의 중간을 잇는 시험 제작 기체.
- MS-08TX/EXAM 이프리트 개량형 : EXAM 시스템의 실험기로 개조된 기체.
- MS-08TX/N 이프리트 나하트 : 스텔스 성능이 추가된 기체.
- MS-08TX/DS 이프리트 슈나이더 전용기 : 일년전쟁 중 마르코시아스대의 더그 슈나이더가 운용한 기체.
- MS-08TX/S 이프리트 슈나이더 : 17년 가까이 개수의 개수를 더해서 사용한 MS로 조종사인 프레드의 운용방식에 맞도록 커스터마이징 되어있는 기체.
- 건담 시리즈에 등장하는 병기 일람표